# Francesco Battaglini
Francesco Battaglini (né le 13 mars 1823 à Mirabello et mort le 8 juillet 1892 à Bologne) est un cardinal italien du XIXe siècle.

## Biographie
Battaglini est professeur de philosophie au séminaire et à l'université de Bologne. Il est aussi directeur du journal catholique anti-libéral "Osservatore Bolognese". Battaglini est élu évêque de Rimini en 1879 et est consacré le 9 mars de la même année par Raffaele Monaco La Valletta avec comme co-consécrateurs Giulio Lenti (pt) et Carlo Laurenzi. Il est nommé archevêque de Bologne en 1882.
Le pape Léon XIII le crée cardinal lors du consistoire du 27 juillet 1885.

## Succession apostolique
Francesco Battaglini a ordonné les évêques suivants :
- Évêque Nicola Zoccoli (1886)